# Moto sur glace
La moto sur glace est une discipline de compétition motocycliste sur ovale consistant en une adaptation sur glace du speedway (qui se déroule sur terre battue). Certains emploient l'expression de « Speedway sur glace », en traduisant littéralement le « Ice speedway » anglo-saxon.

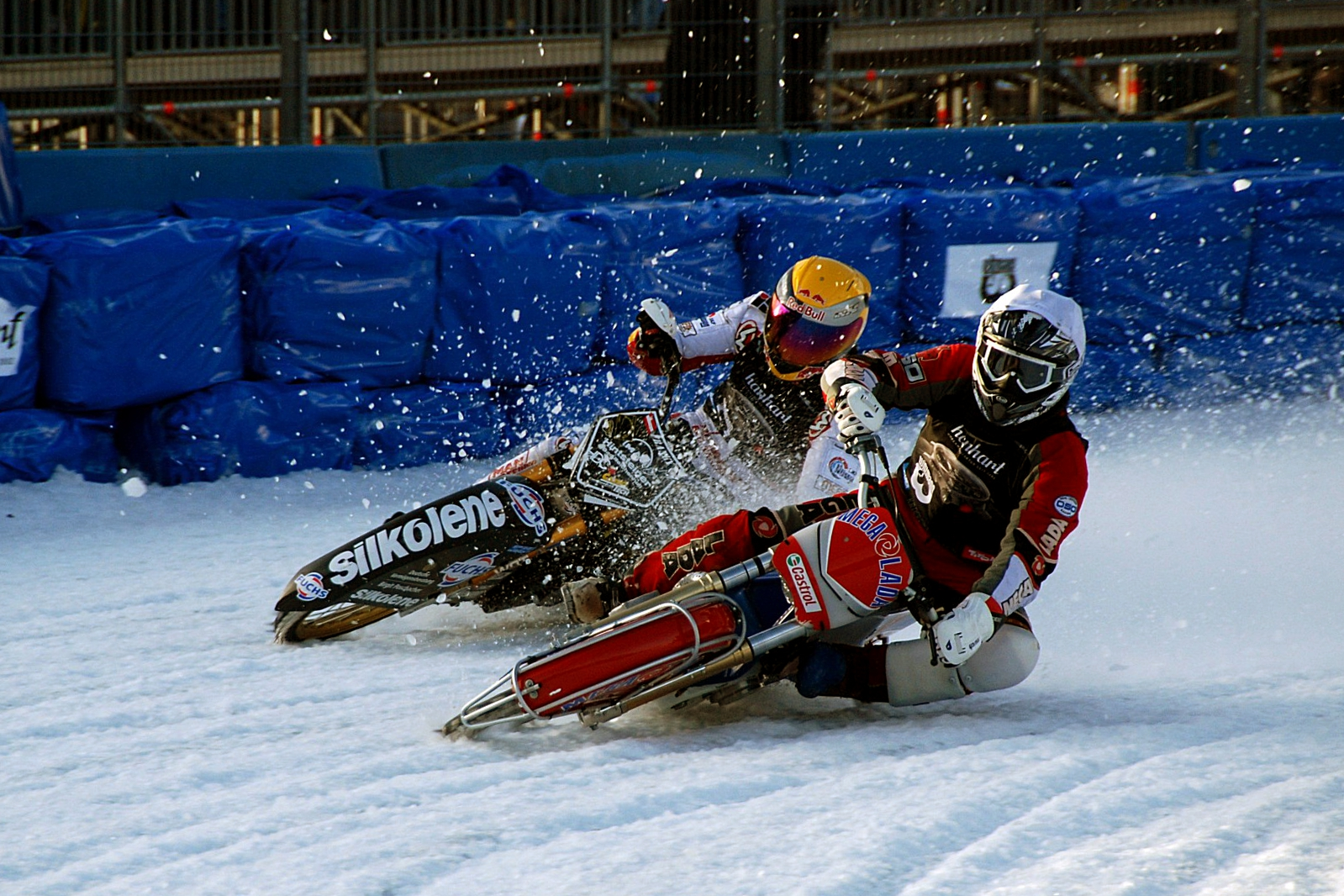
Compétition de speedway sur glace.
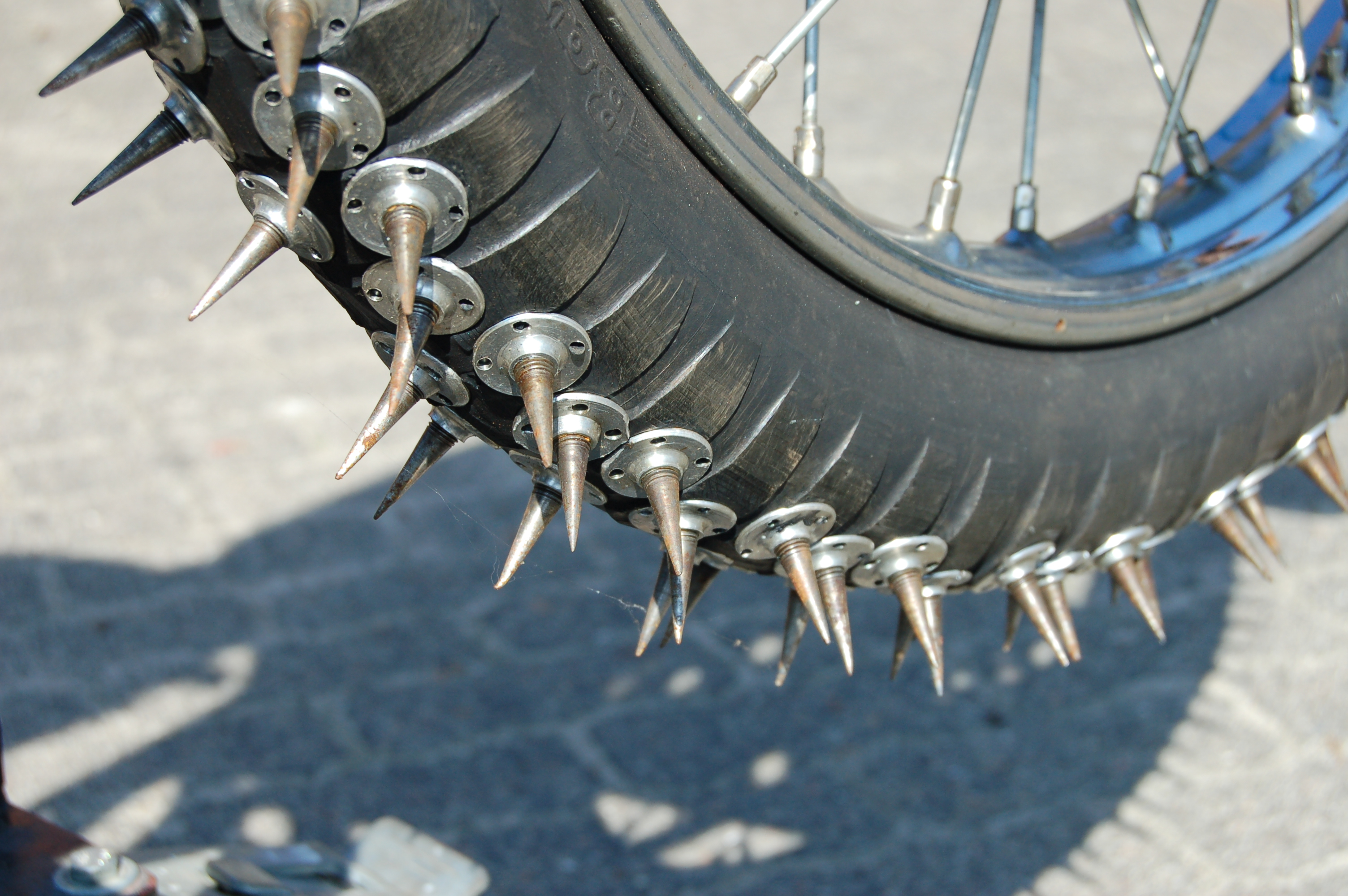
Détail des « clous » utilisés
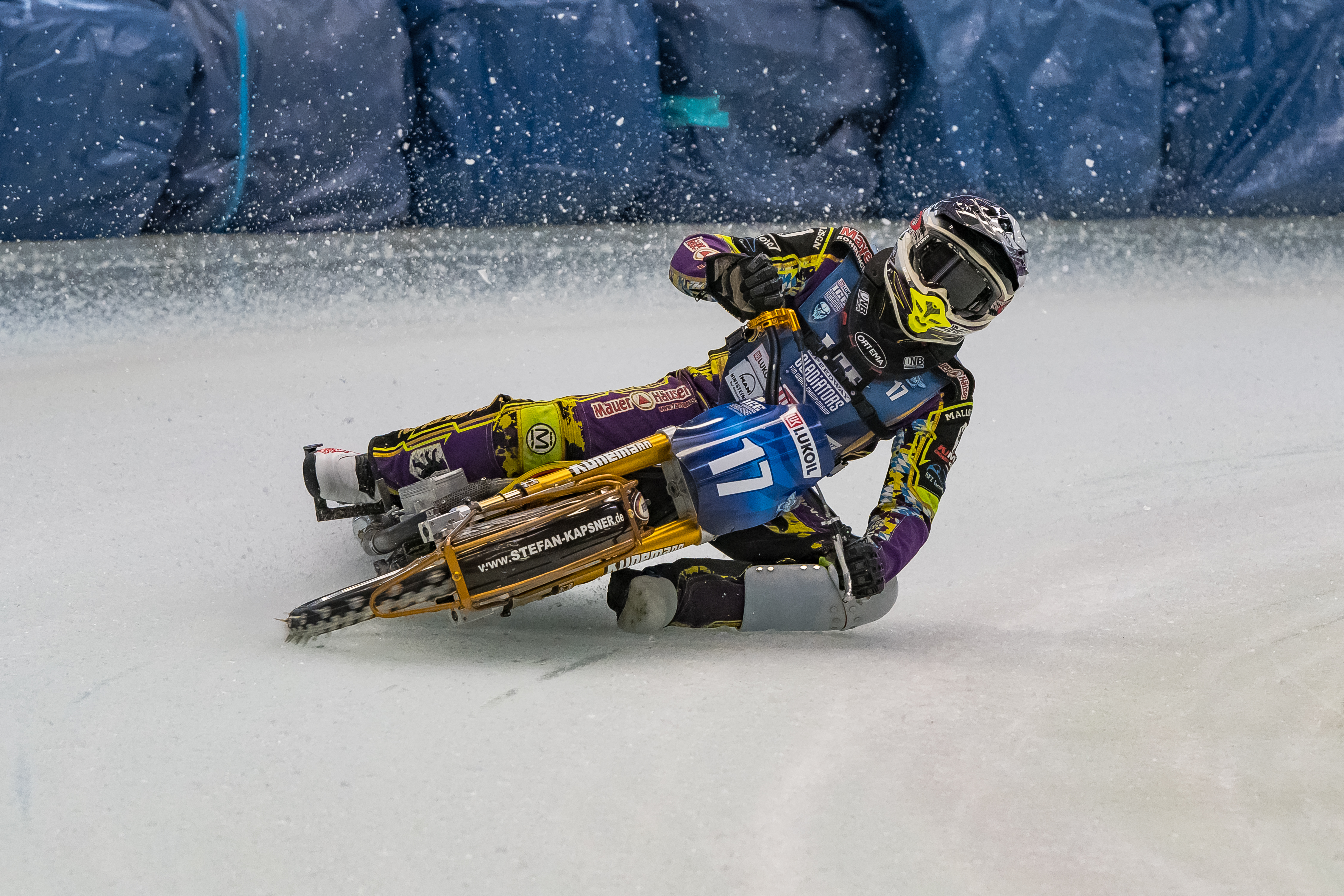
Un compétiteur à la FIM Ice Speedway Gladiators World Championship, une course de moto sur glace. Mars 2018.

## Historique
D'abord pratiquée en Russie et en Scandinavie comme un loisir dès les années 1920, la discipline s'est transformée en compétition individuelle dans les années 1930. Une des premières compétitions publiques, couverte par la gazette sportive Le Sport soviétique, est datée du 9 janvier 1939 et fait état de la victoire de Sergueï Boutchine.
Un championnat du monde de moto sur glace reconnu par la Fédération internationale de motocyclisme est en place depuis 1966. L'URSS, puis la Russie écrase la discipline. Les pays nordiques, Suède et Finlande au premier chef, disposent également de pilotes de tout premier rang. La République tchèque, l'Allemagne, la Pologne, le Kazakhstan et les Pays-Bas, notamment, pratiquent également à haut niveau la moto sur glace. Ainsi, lors de l'édition des Championnats du monde de moto sur glace (en) 2004, sept pilotes russes se trouvaient dans les dix premiers du classement final de la saison ; un Finlandais, un Suédois et un Allemand complétant ce Top-10.
Les Américains pratiquent également la moto sur glace. En 1977, ces derniers ont mis sur pied une organisation, l'International Championship Events (ICE) pour gérer ce sport aux États-Unis. Le championnat Nord-américain ICE décerne des titres de champions du monde, titres non reconnus par la Fédération internationale de motocyclisme.

## France
Henri Brizard fut l'« importateur » de cette discipline en France dans les années 1970. Des pilotes français ont participé aux championnats du monde entre 1978 et 1990. Bernard Tison et Pierre Blocquel puis Michel Masnada furent les principaux représentants tricolores de cette discipline. Ils ont organisé les deux dernières épreuves internationales qui ont eu lieu en France sur l’anneau olympique de Grenoble en 1989 et 1990. Les pilotes François Jacquin et Guy Tissier ont également apporté une sérieuse contribution au retour de ce sport dans l’Hexagone de 1982 à 1986.